# Гребінництво

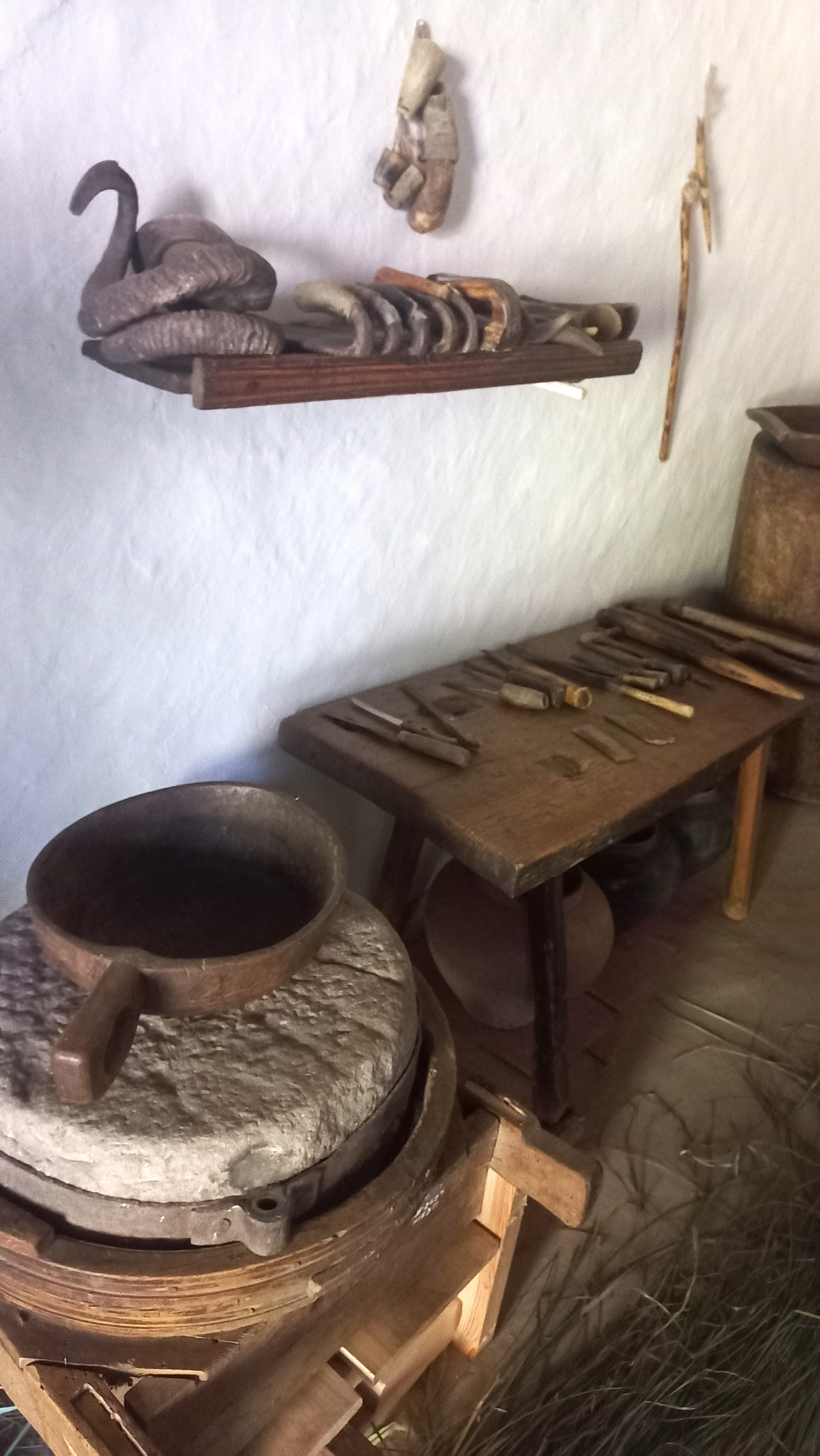
Інструменти гребінника

Гребінництво — промисел, пов'язаний з виготовленням різноманітних дерев'яних гребінок і гребенів для прядіння та гребінців з рогу, які використовували для розчісування волосся.
Майстрів, що займалися гребінництвом, називали гребінника́ми.

## Історія
Гребінництво — галузь оброблення рогу, один з давніх промислів в Україні.
Виникнення гребінництва пов'язане з виробництвом рогових порохівниць для козацького стану, гребінців для населення. На Полтавщині їх виготовляли від 17 ст. у с. Хомутець, (нині Миргородського р-ну Полтавської обл.).
В. Василенко стверджує, що гребінництво функціонувало у 18 ст. в осередках: Хомутець, Баришівка (нині смт Київської області), Шумське (нині село Роменського р-ну Сумської обл.). Постачали сировину й збували вироби щетинники (торгівці-ходівники) Рашівки (нині село Гадяцького р-ну Полтавської обл.). Після 1861 промисел гребінництва набув розвитку. Провідний осередок гребінництва — Хомутець. На поч. 19 ст. тут було 12 ремісників, на 1885 р.– 201, 1900 р. — 147, 1922 р. — 352.
Миргородське повітове земство відкрило зразкову майстерню рогового виробництва. Від серед. 19 ст. гребінництвом займалися у Груні Зіньківського повіту, пізніше — Гадяцького і Прилуцького повітів Полтавської губернії 1923 р. заснувало товариство «Гребінець» у Хомутці (196 майстрів), згодом — артіль «Наша праця», де виробляли гребінці, сюрчки, ґудзики, мундштуки.
У 17–18 ст. рогові порохівниці оздоблювали лінійними та рослинними візерунками, написами (збереглися дві, зроблені 1724 р. і 1731 р. І. Дружиненком). Гребінці поділяються на «одборні» (найкращі, великих розмірів) і «кінцеві».
На виставках у 19–20 ст. експонувалися гребінці С. Даценка (1846, нагорода 7 крб. сріблом) з Роменщини, В. Карабанова (1896, бронзова медаль), С. Леня, Г. Линника, Андріана, Г. і К. Куликів, Є. Дерев'яненка.
Зразки гребінництва представлено в Миргородському і Полтавському краєзнавчих музеях.

## Техніка

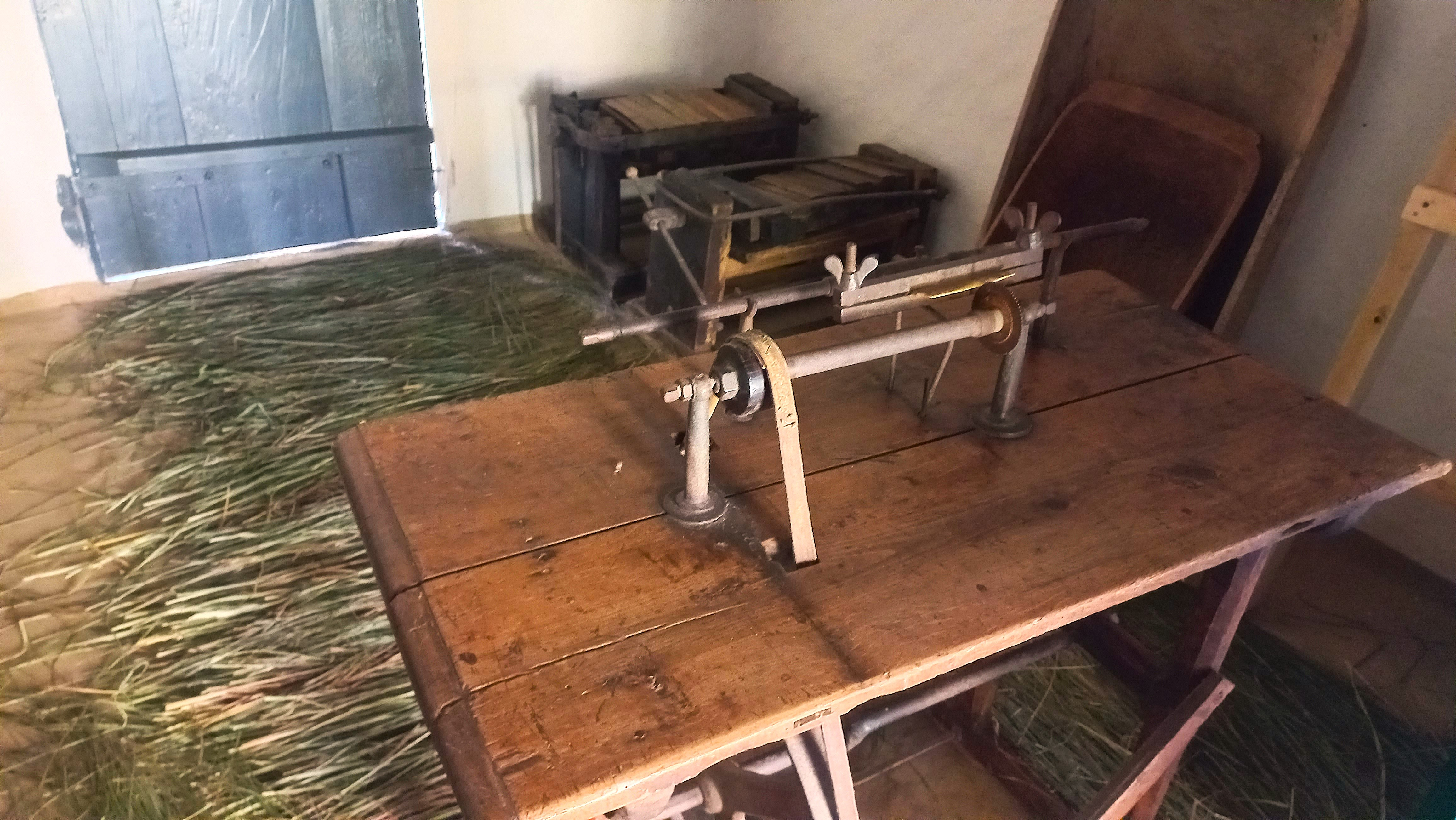
Верстат гребінника

Гребені робили звичайно з волячих рогів, які спочатку розпилювали до необхідних розмірів, потім, підігріваючи на вогні, їм надавали еластичності та розгладжували гемблем (різновид рубанка), чистили на спеціальному верстаті (стружці). Далі, користуючись токарним верстатом і циркулярною пилкою, робили нарізку зубців (для цієї мети використовували і спеціальний інструмент — «кобилку»). Іноді на виріб наносили народний орнамент.

## Сучасність
Значно більших розмірів були дерев'яні гребені та гребінки (до 40-50 см). Їх виготовляли з твердих порід: груші, клена тощо. При цьому використовували струг, спеціальні швайки та пилки для нарізування зубців. Гребені та гребінки мали ручку (стебло), яка вставлялася в отвір в ослоні, лаві чи спеціальній підставці.